# Vriend of Vijand
Vriend of Vijand is een VRT-programma dat debuteerde in 2005 op Eén en gepresenteerd wordt door Thomas Vanderveken. Het is een tactisch spelprogramma dat wordt gespeeld met drie kandidaten, telkens op een andere locatie. Per aflevering worden er vier proeven gespeeld: de wedstrijd, de mensenkennisproef, de groepsproef en ten slotte het raadsel. Bij elke proef valt er geld te verdienen, al hangt het vaak van het inschattingsvermogen of een portie geluk af. Er werden 3 seizoenen opgenomen.

## Wedstrijd
Bij deze proef strijden de drie kandidaten rechtstreeks tegenover elkaar. Het gaat meestal om een race, vaak met aparte spelregels. Het kan echter ook een behendigheidsproef of een geheugenspelletje zijn. Wie de wedstrijd wint verdient 300 euro, de tweede 200 euro en de verliezer krijgt 100 euro.

## Mensenkennisproef
De verliezer van de wedstrijd speelt deze proef. De drie kandidaten moeten een bedrag, waarvoor ze zullen spelen, inzetten. Ze hebben de keuze uit vier blokken met verschillende bedragen: 0 euro, 300 euro, 600 euro en 900 euro. Elke kandidaat kiest uit zijn vier blokken een bedrag en laat het aan de anderen zien, hij of zij kent het bedrag echter zelf niet. Degene die de mensenkennisproef speelt verdient zijn bedrag als hij de proef tot een goed einde kan brengen. De andere twee moeten inschatten of de proef zal slagen of niet. Gokken ze juist, dan krijgen ze ook hun bedrag. Bij de proef moet de kandidaat vaak het publiek op de locatie overtuigen om hen te helpen: "Verzamel tien verschillende nationaliteiten op een foto", "Monteer een fiets met onderdelen die je van fietsers krijgt" …

## Groepsproef
Ook hier moeten de kandidaten, uit de drie resterende bedragen, een inzet kiezen. Ook moeten ze een kaartje, met hun rol in de proef, trekken: vriend of vijand. Er zijn altijd twee vrienden en een vijand. De vrienden moeten de proef doen lukken om hun inzet te verdienen, de vijand moet echter saboteren om geld te verdienen. Dit spel wordt heel tactisch gespeeld. De vijand zal vaak een vriend verdacht proberen maken, om zo het vertrouwen van de andere vriend te winnen, maar nadien de proef te saboteren. Hiermee toont deze proef enige gelijkenissen met het programma De Mol.
Tijdens het 1ste Seizoen was er nog geen sprake van een rolverdeling.
Toen moesten alle 3 de kandidaten samenwerken om de opdracht tot een goed einde te brengen.

## Raadsel
Op het einde van de dag moet de persoon die, tot dan toe, het minste geld heeft verdiend het raadsel oplossen. Er moet ook weer ingezet worden, en de keuze tussen de twee overblijvende bedragen is hier cruciaal. Als de kandidaat het raadsel correct kan oplossen verdient hij het ingezette bedrag. De andere twee kandidaten moeten weer inschatten of het raadsel zal opgelost worden. Gokken ze fout, dan gaat het ingezette bedrag van hun score af. Het raadsel is dus vaak allesbeslissend. Wie de aflevering verliest gaat naar huis, de tweede moet de volgende keer terugkomen en de winnaar mag kiezen: naar huis gaan met het geld of nog eens terugkomen om meer te verdienen.